# Jack Gold
Pour les articles homonymes, voir Gold.
Jack Gold est un producteur et réalisateur britannique, né le 28 juin 1930 à Londres (Royaume-Uni) et mort le  9 août 2015.

## Filmographie

### comme réalisateur
- 1965 : Thirty-Minute Theatre (en) (série TV)
- 1965 : My Father Knew Lloyd George (TV)
- 1967 : Famine
- 1968 : The Bofors Gun
- 1970 : La Revanche (en) (The Reckoning)
- 1970 : Mad Jack (TV)
- 1972 : Stoker Leishman's Diaries (TV)
- 1973 : The National Health
- 1973 : Le Visiteur (en) (Catholics) (TV)
- 1973 : Who? (en)
- 1975 : L'Île du maître (Man Friday)
- 1975 : L'Homme que je suis (The Naked Civil Servant) (TV)
- 1976 : Le Tigre du ciel (Aces High)
- 1978 : The Sailor's Return
- 1978 : La Grande Menace (The Medusa Touch)
- 1979 : Charlie Muffin (TV)
- 1980 : Le Petit Lord Fauntleroy (Little Lord Fauntleroy)
- 1980 : Le Marchand de Venise (The Merchant of Venice) (TV)
- 1982 : Praying Mantis (TV, d'après Les Mantes religieuses d'Hubert Monteilhet)
- 1983 : Red Monarch (en) (TV)
- 1983 : Macbeth (TV)
- 1983 : Good and Bad at Games (TV)
- 1984 : Sakharov (TV)
- 1984 : The Chain
- 1985 : Me and the Girls (TV)
- 1986 : Murrow (TV)
- 1987 : Les Rescapés de Sobibor (TV)
- 1988 : Stones for Ibarra (TV)
- 1988 : Le Dixième Homme (The Tenth Man) (TV)
- 1989 : Ball-Trap on the Cote Sauvage (TV)
- 1990 : La Rose et le Chacal (The Rose and the Jackal) (TV)
- 1991 : The Last Romantics (TV)
- 1991 : The War That Never Ends (TV)
- 1991 : She Stood Alone (TV)
- 1993 : Der Fall Lucona
- 1994 : Spring Awakening (TV)
- 1994 : The Return of the Native (TV)
- 1995 : Heavy Weather (TV)
- 1997 : Into the Blue (TV)
- 1998 : Goodnight, Mister Tom (TV)
- 2002 : The John Thaw Story (TV)
- 2004 : The Brief (série TV)

### comme producteur
- 1965 : My Father Knew Lloyd George (TV)
- 1966 : The Late Show (série TV)
- 1967 : Famine
- 1978 : La Grande Menace (The Medusa Touch)

### comme acteur
- 1989 : Le Carrefour des innocents (Lost Angels) : Judge
- 1989 : Opération Crépuscule (The Package) : Governor